# Хельм, Рюдигер
Рю́дигер Хельм (нем. Rüdiger Helm; 6 октября 1956, Нойбранденбург) — немецкий гребец-байдарочник, выступал за сборную ГДР в середине 1970-х — первой половине 1980-х годов. Трёхкратный олимпийский чемпион, десятикратный чемпион мира, дважды чемпион международного турнира «Дружба-84», многократный победитель регат национального значения. Также известен как тренер по гребле.

## Биография
Рюдигер Хельм родился 6 октября 1956 года в Нойбранденбурге. Активно заниматься греблей начал в раннем детстве, проходил подготовку в местной гребной секции, состоял в одноимённом спортивном клубе «Нойбранденбург».
Первого серьёзного успеха на взрослом международном уровне добился в 1974 году, когда впервые попал в основной состав национальной сборной ГДР и побывал на чемпионате мира в Мехико, откуда привёз награду бронзового достоинства, выигранную в зачёте двухместных байдарок на дистанции 1000 метров совместно с Фолькмаром Тиде. Год спустя выступил на мировом первенстве в Белграде, где в километровой дисциплине стал бронзовым призёром в одиночках и серебряным призёром в двойках.
Благодаря череде удачных выступлений удостоился права защищать честь страны на летних Олимпийских играх 1976 года в Монреале — впоследствии завоевал здесь золото в одиночках на тысяче метрах, а также бронзовые медали в одиночках на пятистах метрах и в четвёрках на тысяче. В следующем сезоне получил серебро на чемпионате мира в Софии, ещё через год триумфально выступил на мировом первенстве в Белграде, став чемпионом сразу в трёх дисциплинах: К-1 1000 м, К-2 500 м, К-4 1000 м. В 1979 году на домашнем мировом чемпионате в Дуйсбурге он попытался повторить прошлогодний выдающийся результат, был близок к своей цели, тем не менее, на сей раз получил две золотые медали и одну серебряную.
Будучи одним из лидеров восточногерманской гребной сборной, Хельм прошёл квалификацию на Олимпийские игры 1980 года в Москве. Вновь соревновался сразу в трёх дисциплинах, при этом в двух сумел стать чемпионом: в одиночках на тысяче метрах и в четвёрках на тысяче метрах. Тогда как в полукилометровом зачёте двоек вынужден был довольствоваться бронзовой медалью.
После двух Олимпиад Рюдигер Хельм остался в основном составе гребной команды ГДР и продолжил принимать участие в крупнейших регатах. Так, в 1981 году на чемпионате мира в английском Ноттингеме он защитил чемпионские звания среди одиночек на 1000 м и среди четвёрок на 1000 м, в то время как в полукилометровом заезде двоек пришёл к финишу только третьим. Затем на аналогичных соревнованиях в Белграде в тех же дисциплинах взял золото и два серебра. Наконец, в 1983 году на чемпионате мира в финском Тампере выиграл две золотые медали и одну серебряную.
Как член сборной в 1984 году Хельм должен был участвовать в летних Олимпийских играх в Лос-Анджелесе, однако страны социалистического лагеря по политическим причинам бойкотировали эти соревнования, и вместо этого он выступил на альтернативном турнире «Дружба-84» в Восточном Берлине, где тоже был успешен, на километровой дистанции завоевал золотые медали в одноместной байдарке и в четырёхместной. Вскоре после этой регаты принял решение завершить спортивную карьеру, уступив место в сборной молодым немецким гребцам.
За выдающиеся спортивные достижения удостоен золотого ордена «За заслуги перед Отечеством» и почётной пряжке к нему. Завершив спортивную карьеру, занимался тренерской деятельностью, например, в 2009 году в течение некоторого времени возглавлял сборную Германии по гребле на лодках класса «дракон».